# Qliro Group
Qliro Group AB (tidigare Cdon Group AB) är ett svenskt holdingbolag inom e-handel och finansiella tjänster. I Qliro Group ingår den digitala marknadsplatsen CDON, klädbutiken Nelly och kreditmarknadsbolaget Qliro. Koncernen omsatte 3,2 miljarder kronor under 2018. 

## Historia
Koncernen börsnoterades 15 december 2010 på Nasdaq Stockholms Mid Cap-lista, då med symbolen "CDON". I början av 2015 bytte CDON Group namn till Qliro Group. Efter börsnoteringen har koncernen sålt vitvarubutiken Tretti.se, leksaksaffären Lekmer, shoppingklubben Members.com och hälsobutiken HSNG. 
En undersökning genomförd 2021 visade att 23 procent av de svenska internetanvändarna hade betalat med Qliro under det senaste året.